# چارک وانک
چارک وانک (ارمنی: Չարեք վանք؛ Չարեքավանք, Չարեքա անապատ) یک صومعه متعلق به کلیسای حواری ارمنی واقع در شهر زیلیک، شهرستان داش‌کسن جمهوری آذربایجان می‌باشد. ساخت و ساز این ساختمان در سده ۱۷ام میلادی؛ به پایان رسید. این بنا به سبک معماری ارمنی طراحی شده است.